# غرانت إريكسون
غرانت إريكسون هو لاعب هوكي الجليد كندي، ولد في 28 أبريل 1947 في بيرسلاند في كندا.

## وصلات خارجية
- غرانت إريكسون على موقع دوري الهوكي الوطني (الإنجليزية)
- غرانت إريكسون على موقع قاعة مشاهير الهوكي (لاعب أن.إتش.أل) (الإنجليزية)
- غرانت إريكسون على موقع EliteProspects.com (الإنجليزية)
- غرانت إريكسون على موقع HockeyDB.com (الإنجليزية)
- غرانت إريكسون على موقع Hockey-Reference.com (الإنجليزية)